# 陳思璇
陳思璇（1974年12月6日—）。台灣知名女模，為伊林娛樂旗下女模。近年來轉戰台灣外景綜藝，擔任名模出任務及名模星任務的主持人。

## 演出作品

### 電視劇
| 年份   | 頻道                   | 劇名                    | 飾演                     |
| ------ | ---------------------- | ----------------------- | ------------------------ |
| 1998年 | 民視                   | 舉頭三尺有神明－ 血蓮花 | 張春燕（第十二、十六集） |
| 2005年 | 公視                   | 住左邊住右邊            | 思思                     |
| 2007年 | 華視、湖南衛視台       | 又见一帘幽梦            | 思璇                     |
| 2007年 | 八大                   | 至尊玻璃鞋              | 孫亞瑛                   |
| 2007年 | 中視無線台、八大綜合台 | 18禁不禁                | 葉筱彤（第十三集，客串） |
| 2009年 | 公視、TVBS歡樂台       | 熱血青春                | 蘇希                     |
| 2018年 | 台視、東森綜合台       | 艾蜜麗的五件事          | AMY                      |

### 舞台劇
- 2016年 全民大劇團《瘋狂伸展台》  [3]

## 主持作品
| 年份 | 頻道        | 節目               |
| ---- | ----------- | ------------------ |
|      | 東森新聞S台 | 《拜金女HOT新聞》  |
|      | 八大        | 《伊林的秘密花園》 |
|      | 華視        | 《名模出任務》     |
|      | 中視/中天   | 《名模星任務》     |

## 出版作品

### 書籍著作
| 年份   | 書名         | ISBN            |
| ------ | ------------ | --------------- |
| 2005年 | 美腿女王     | ISBN 9578035195 |
| 2006年 | 美腿女王教室 | ISBN 9578035799 |

## 公益活動
- 2014年，《陳思璇、田壘為公益而跑　相約下次挑戰8.5公里》 [5]

- 2016年，《粉紅絲帶乳癌防治宣導慈善晚宴》 [6]

- 2017年，《ROOTS名人公益彩繪海狸娃-兒福聯盟公益拍賣》

## 註解
1. 1 2 3 4  . 伊林娱乐.   [2023-06-21]. （原始内容存档于2023-06-21）.
2. ↑  . 伊林娛樂. 2005-03-25  [2016-12-11]. （原始内容存档于2017-11-13）.
3. ↑  . 壹週刊. 2016-07-30  [2016-12-11]. （原始内容存档于2017-03-05）.
4. ↑  . 東森新聞報. 2005-07-02  [2016-12-11]. （原始内容存档于2017-03-05）.
5. ↑  . ETtoday新聞雲. 2014-02-23  [2016-12-11]. （原始内容存档于2020-07-31）.
6. ↑  . 星光娛樂流行網. 2016-10-20  [2016-12-11]. （原始内容存档于2017-03-05）.

## 外部連結
- 陳思璇 Shatina Chen的Facebook專頁
- 陳思璇在互联网电影资料库（IMDb）上的資料（英文）
- 陳思璇在豆瓣上的资料（简体中文）